# Emilio Delgado
Emilio Ernest Delgado (* 8. Mai 1940 in Calexico, Kalifornien; † 10. März 2022 in New York City) war ein US-amerikanischer Schauspieler und Sänger mexikanischer Abstammung. Delgado wurde durch die Verkörperung des Luis in der US-amerikanischen Originalausgabe der Sesamstraße bekannt.

## Leben
Delgado wurde als Sohn von Emilio Delgado und Carmen Rodriguez im kalifornischen Calexico geboren und wuchs in ärmlichen Verhältnissen, als Teil einer Großfamilie, im Haus seiner Großeltern in Mexicali auf. Als US-Bürger besuchte er täglich zu Fuß eine öffentliche Schule in Calexico hinter der mexikanischen Grenze.
Als Zehnjähriger begann er mit Gelegenheitsjobs und mit zwölf Jahren im Fahrradgeschäft seines Onkels zu arbeiten. Als er ein Jugendlicher war, zog seine Familie nach Glendale, wo er für drei Jahre die High School besuchte. Er wurde Präsident des „Thespian Clubs“, spielte Posaune im Orchester und in der Jazzband und war Tambourmajor des Spielmannszug.
Delgado war „unnachgiebig und moralisch gegen den Vietnamkrieg“, meldete sich aber freiwillig für sechs Jahre bei der California Army National Guard (CA ARNG) und leistete Ersatzdienst im Inland ab. Als Versorgungsgefreiter wurde Delgado 1965 während der Watts-Unruhen in Los Angeles eingesetzt, wo er „erstaunt sah, wie Wochenendkrieger mit scharfer Munition gegen andere Amerikaner vorgingen“.
Vom 19. Mai 1963 bis in das Jahr 1975 war er mit Barbara Snavely verheiratet, vom 14. Februar 1977 bis in das Jahr 1984 mit Linda Lee Moon und vom 28. Januar 1990 – bis zu seinem Tod – in dritter Ehe mit Carole Delgado. Aus seiner Ehe mit Carole Delgado stammte eine Tochter, aus einer früheren Beziehung ein Sohn.
Delgado lebte zuletzt mit seiner Frau Carole in Manhattan und gehörte dem Vorstand des „Bayard Rustin Center for Social Justice“ an. Er starb im Alter von 81 Jahren an den Folgen eines Multiplen Myeloms und fand seine letzte Ruhe auf dem Mountain View Cemetery seiner Geburtsstadt Calexico.

## Karriere
Ab Ende der 1950er Jahre versuchte Delgado als Schauspieler in Los Angeles Fuß zu fassen. 1968 erhielt er eine erste Rolle in einem Sommertheaterstück mit Martha Raye in der Hauptrolle und wurde im selben Jahr in der ersten mexikanisch-amerikanischen Seifenoper Cancion de la Raza besetzt.
Durch die Freundschaft mit dem Schauspieler Sergei Tschernisch, den er über die „Inner City Repertory“-Theatergruppe in Los Angeles kennengelernt hatte, erfuhr Delgado von einem Theaterprogramm am California Institute of the Arts (CalArts), das von Herbert Blau geleitet wurde. Obwohl er zu diesem Zeitpunkt bereits als professioneller Schauspieler Geld verdiente, lobte Delgado Blaus „avantgardistische Methodik“ und schrieb sich 1970 in sein Programm ein.
1970 wurde Delgado zudem künstlerischer Leiter des neu gegründeten Mexican-American Centre of Creative Arts, das Chicano-High-School- und College-Studenten unterrichtete und im Keller des Euclid Heights Community Centre in East Los Angeles untergebracht war. Delgado sagte damals der Los Angeles Times in einem Interview: „Wir sind zu 100 Prozent positiv eingestellt und glauben kompromisslos daran, dass unsere Kinder sich selbst als Künstler sehen werden. Nichts wird uns daran hindern, unsere Identifikation in der amerikanischen Gesellschaft zu erreichen.“
Im Oktober 1970 hatte Delgado eine Gastrolle in einer Folge der Fernsehserie Das Wort hat die Verteidigung, bevor er im November 1970 eine feste Rolle in der Serie Angie’s Garage erhielt, die sich an mexikanisch-amerikanischer Kinder richtete. In der Serie trat er als Sänger und Gitarrist auf und wurde von den Produzenten der US-amerikanischen Originalausgabe der Sesamstraße (engl. Sesame Street) entdeckt.
Neben der Arbeit vor der Kamera und auf der Bühne sang Delgado in der Band Pink Martini. Mit der Band hatte er unter anderem Auftritte in der Carnegie Hall und der Town Hall von New York City, in der Hollywood Bowl in Los Angeles, in der Chateau Ste. Michelle Winery in Woodinville, in der Arlene Schnitzer Concert Hall und im Crystal Ballroom in Portland sowie im Zoo von Oregon. Delgado ist auch in dem Song Sing auf dem Album Splendor in the Grass zu hören, einem Duett mit China Forbes.
Delgado, dessen Stimme als „kiesig und sonor“ und dessen Worte als „präzise und überlegt“ beschrieben wurden, war in der Lage, sowohl mit als auch ohne Akzent als Synchronsprecher zu arbeiten.
Im deutschen Sprachraum wurde Emilio Delgado unter anderem von Renier Baaken, Helmut Gauß, Norbert Gescher, Ulrich Gressieker, Thomas Hailer, Uwe Jellinek, Thomas Kästner, Lothar Köster, Helmut Krauss, Michael Lesch, Dieter Memel, Klaus Münster, Thomas Petruo, Joachim Pukaß, Willi Röbke und Stefan Staudinger synchronisiert.

### Sesamstraße
Seit Debüt in der Sesamstraße hatte Delgado 1971 als „Luis“ an der Seite von Raúl Juliá als „Rafael“; beide waren – neben Panchito Gómez, Sonia Manzano und anderen – die ersten menschlichen Ergänzungen der ursprünglichen Besetzung, die bis zur dritten Staffel ausschließlich aus Puppen bestand. Delgado war zum Zeitpunkt des Castings noch am CalArts eingeschrieben.
In der Sesamstraße verkörperte er als Luis einen Heimwerker und aufstrebenden Schriftsteller, der gemeinsam mit dem durch Raul Julia verkörperten Rafael den „L&R Fix-It Shop“ führte – einen Reparaturservice. Nachdem Julia das Format nach nur einer Staffel verlassen hatte um sich seiner Filmkarriere zu widmen, leitete Delgados Charakter Luis das Geschäft alleine. Delgados Darstellung der Figur als „ein ehrlicher, aufrechter, hart arbeitender und umgänglicher Mensch“ wurde zum Gegenpol zu den mexikanischen und Latino-Stereotypen, die zu dieser Zeit im US-amerikanischen Fernsehen vorherrschten.
Durch die Besetzung von Puerto Ricanern und Chicanos ab der dritten Staffel, bemühten sich die Produzenten der Sendung, wie Jon Stone, auch für Spanisch sprechende Kinder eigene Segmente zu schaffen; zuvor wurde primär versucht Kindern mit englischer Muttersprache die spanische Sprache zu vermitteln.
Ab 1972 trat Delgado bei Live-Veranstaltungen der Sesamstraße auf, unter anderem mit dem Sinfonieorchester von Jackson. Er wurde Koordinator einer zweisprachigen Arbeitsgruppe des „Children’s Television Workshop“ und traf sich in seiner Funktion landesweit mit Interessengruppen; die Bemühungen führten zu inhaltlichen Verbesserungen ab der vierten Staffel. 1972 sagte er, dass die Serie „nicht Spanisch lehrt […] wir lehren auf Spanisch“.
Während der 19. Staffel, die erstmals 1988 ausgestrahlt wurde, verliebte sich seine Serienfigur Luis in die von Sonia Manzano gespielte Maria, und heiratete diese. Die Figuren Luis und Maria brachten den Zuschauern während ihrer gemeinsamen Zeit in der Sendung die hispanische Kultur und Sprache näher. Laut Delgado gab es Fans, die glaubten, „dass die Episode mit der Hochzeit von Luis und Maria im Jahr 1988 echt war, aber Tatsache ist, dass es einfach nur eine großartige schauspielerische Leistung war“.
Parallel zu seiner Arbeit vor der Kamera für die Sesamstraße, trat Delgado auf verschiedenen Popkultur-Kongressen auf, oft als Teil der „Humans of Sesame Street“ (engl. „die Menschen der Sesamstraße“). Während seiner gesamten Karriere sang Delgado, der ursprünglich damit gerechnet hatte, dass seine Rolle auf ein oder zwei Staffeln ausgelegt sei, die Lieder der Sesamstraße und unterhielt Tausende von Kindern und deren Familien.
Man nimmt an, dass Delgado „länger als jeder andere mexikanisch-amerikanische Schauspieler dieselbe Rolle im US-Fernsehen spielte“. Delgado trat 1971 der Besetzung der Sesamstraße bei und blieb dort, bis sein Vertrag 2016 im Rahmen der Umgestaltung der Serie durch die Produktionsfirma „Sesame Workshop“ nicht verlängert wurde; er blieb jedoch auch nach seinem Ausscheiden ein Vertreter bei öffentlichen Veranstaltungen und Sondersendungen.
Einen seiner letzten Auftritte als Luis hatte er in Sesame Street’s 50th Anniversary Celebration zum 50. Jubiläum der Sendung.

### Weitere Rollen
Delgado übernahm Gastrollen in weiteren Fernsehserien und vereinzelt auch in Filmen, während die Sesamstraße nicht gedreht wurde; er war als Theaterschauspieler auch regelmäßig auf der Bühne zu sehen.
Nennenswerte wiederkehrende Rollen hatte er als Nachrichtenredakteur Rubin Castillo in der Fernsehserie Lou Grant sowie in Law & Order, Criminal Intent – Verbrechen im Visier und Law & Order: Special Victims Unit. Er war auch Teil der Stammbesetzung der kurzlebigen Serie Prärieindianer aus dem Jahr 1981.
In Los Angeles gehörte er zum Ensemble von Inner City Rep, The Group Repertory und LA Repertory. Zu seinen Theatererfolgen in New York City zählen Floating Home (HExTC), Boxing 2000 (Richard Maxwell NYC Players), Dismiss All the Poets (New York Fringe Festival 2002), Nilo Cruz’ Adaption von A Very Old Man with Enormous Wings (Shakespeare Theatre of New Jersey), Dinosaurios (IATI), Night Over Taos (INTAR Theatre) sowie eine Adaption von How the García Girls Lost Their Accents (Round House Theatre).
Delgato spielte die Rolle des Königs Claudius in einer Inszenierung des Asolo Repertory Theatre von Hamlet, Prince of Cuba, in der er abwechselnd auf Englisch und Spanisch spielte; ein Kritiker schrieb, dass Delgado „ebenso brillant als König Claudius ist“. In der Alley-Theatre-Produktion von Octavio Solis’ Quixote Nuevo spielte Delgado 2020 die Hauptrolle – einer modernen Chicano-Interpretation von Don Quijote.

## Filmografie (Auswahl)

### Film
- 1975: Ich kämpfe niemals wieder (Fernsehfilm)
- 1985: Bibos abenteuerliche Flucht (Sesame Street Presents: Follow that Bird)
- 1986: Sesame Street: Learning About Letters
- 1987: Big Bird’s Story Time
- 1987: Sesame Street: Sing-Along
- 1988: Sesame Street, Special
- 1988: Magic on Sesame Street
- 1988: Big Bird’s Favorite Party Games
- 1990: Sesame Street: Sing Yourself Silly!
- 1990: Sesame Street Visits the Hospital
- 1991: Big Bird’s Birthday or Let Me Eat Cake
- 1993: Sesame Street Stays Up Late!
- 1996: Reggie’s Prayer
- 1996: Elmo rettet Weihnachten (Elmo Saves Christmas)
- 1998: Elmopalooza!
- 1998: Sesame Street: A Is for Asthma
- 1999: Die Abenteuer von Elmo im Grummelland (The Adventures of Elmo in Grouchland)
- 2003: Sesame Street: Three Bears and a New Baby
- 2003: Sesame Street: Sesame Sings Karaoke
- 2005: Sesame Street: Friends to the Rescue
- 2006: Sesame Street: Guess That Shape and Color
- 2007: Sesame Street: Ready for School!
- 2008: Blue Blood (Fernsehfilm)
- 2010: Perhaps Tomorrow (Kurzfilm)
- 2011: Death of a Pop Star (Kurzfilm)
- 2013: iLove – geloggt, geliked, geliebt (A Case of You)
- 2013: Peeples
- 2013: Montauk (Kurzfilm)
- 2013: Sesame Street: Fairy Tale Fun!
- 2018: Luz Marina (Kurzfilm)
- 2019: Sesame Street’s 50th Anniversary Celebration (Fernsehspezial)

### Fernsehen
- 1968: Canción de la Raza
- 1970: Das Wort hat die Verteidigung (Storefront Lawyers)
- 1971–2017: Sesamstraße
- 1976: Police Story – Immer im Einsatz (Police Story)
- 1976: Cannon
- 1977: Hawaii Fünf-Null
- 1977: Delvecchio
- 1977: ABC Weekend Special
- 1979: Der lange Treck
- 1979–1982: Lou Grant
- 1980–1981: Quincy
- 1981: Prärieindianer (Born to the Wind)
- 1982: Falcon Crest
- 1996–2011: Learn Along with Sesame
- 2000: Cosby
- 2000: Law & Order
- 2000: Zwischen den Löwen (Between the Lions)
- 2004–2007: Criminal Intent – Verbrechen im Visier
- 2008–2021: Law & Order: Special Victims Unit
- 2009: Cupid
- 2009: Late Night with Jimmy Fallon
- 2011: Person of Interest
- 2013: Little Children, Big Challenges
- 2014: The Michael J. Fox Show
- 2015: House of Cards
- 2017: The Get Down
- 2019: The Bravest Knight

## Videospiele
- 1988: Let’s Learn to Play Together
- 2004: Red Dead Revolver
- 2018: Red Dead Redemption 2
- 2019: Red Dead Online